# 指し棒

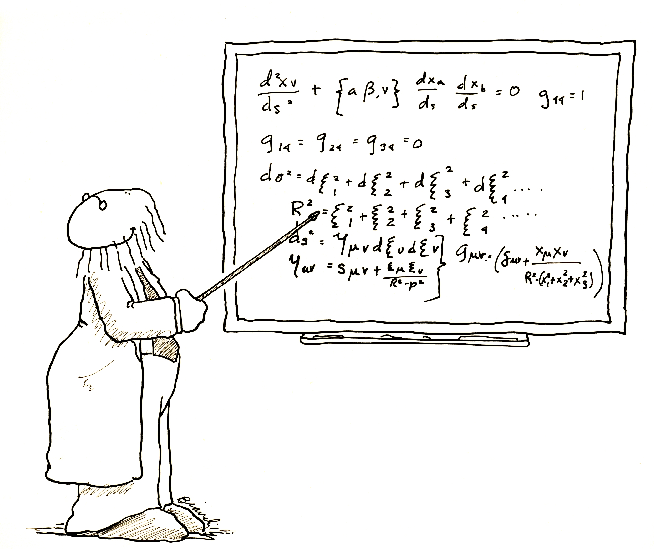
指し棒を使って授業を行う教師。

指し棒（さしぼう）は、何らかの一点を指すことに用いられる棒のこと。教師・講師などが生徒・聴衆を前にして、図表・黒板といった物の一点を指し示して、見る側に注意をうながすために使用することが多い。指示棒（しじぼう）ともいう。

## 概要
特に棒の定義は決まっておらず、手ごろな場所にある棒、またはそれに類するものであれば、どんなものでも指し棒になりうるが、常識的な範疇では以下の要件を備えた棒である。
1. 片手で素早く目的の図表を指し示すことが可能
  1. 軽量である
  2. 必要にして充分な長さがある
2. 動かしても自重や慣性によって折れたりしない
3. 見やすい
  1. 細すぎない
  2. 背景と紛らわしい色をしていない
4. 長時間持っていても滑らない

特に見えやすさが最も重要で、この用途に向くよう、先端部がオレンジ色や赤と言った注意を喚起する色に塗られた指し棒も市販されている。

## 用いられる物品
伸縮式指し棒
金属製でロッドアンテナ様のものから繊維強化樹脂製で伸縮式釣竿様のものまで様々。短くして収納しやすくなっており、携帯にも便利である。先端部がボールペンになっている物もあるが、そのキャップが前述のとおり、見やすいように赤やオレンジ色など目立つ色になっているものも多い。ラジオ受信機などの機械部品を流用したような安価な物から、専用の部品を使った高価なものまで様々な製品があるが、強度の面では専用部品を使った物の方がよく、非常に長く伸びることもあり、指示範囲も広くて便利である。ロッドアンテナを流用した製品の中には、振り回すことには耐えられず、簡単に折れてしまう物も少なくない。
教鞭
今日ではあまり見かけないが、黒板用には白、スクリーン用には黒の物が適すると思われる。
掛け棒やスクリーンを下ろすための器具
長さの面では至極便利ではあるものの、重量があり筋力に欠ける者には取り回しづらい上に、掲示物を掛ける為の掛け棒では先端の刺又状金具により、スクリーンを下ろすためのものでは先端のフック状の金具が、指し示す対象である映写スクリーンを傷める危険性がある。
その他（筆記用具や物差しなど）
必要な長さと扱いやすささえあれば、様々な物品が流用される。今日では時代劇などで見られるところであるが、煙管を何かを指し示すことに使う描写も登場する。
なお1990年代以降はこれら指し棒に替わって、携帯に便利で指示範囲が非常に広い（また見やすい）レーザーポインターを用いることが多くなってきている（特に、巨大な映示スクリーンが相手の場合、棒では届かない）。また、PCの画面をスクリーンで映している場合は、マウスカーソルを指し棒として使う場合もある（Microsoft Windowsでは、オプション設定で、カーソル画像を矢印ではなく“指差す手”に変えられる。Microsoft PowerPoint 2010ではスライドショー実行中にマウスポインターをレーザーポインターに切り替えて使うことができる）。